# Léon Bérard
Léon Bérard (Sauveterre-de-Béarn, 6 de febrero de 1876-París, 25 de febrero de 1960) fue un político francés.

## Biografía
Nacido en Sauveterre-de-Béarn el 6 de febrero de 1876, estudió Derecho en el Instituto Católico de París.
En 1910 se convirtió en diputado por Basses-Pyrénées, posición que ocuparía hasta 1927. Fue ministro de la Instrucción Pública y Bellas Artes entre el 27 de noviembre de 1919 y el 19 de enero de 1920 y entre 16 de enero de 1921 y el 28 de marzo de 1924, periodo el último durante el cual implantó en 1924 una línea educativa que permitió el acceso al Bachillerato para las mujeres. Durante la década de 1930, ocuparía en dos ocasiones el cargo de ministro de Justicia, entre el 27 de enero de 1931 y el 19 de febrero de 1932 y entre junio de 1935 y enero de 1936.
Fue enviado a Burgos el 3 de febrero de 1939, con el encargo de negociar un convenio —firmado el 25 de febrero— para el establecimiento de relaciones de «buena vecindad» con el bando sublevado de la guerra civil española, personado en las reuniones en la figura del General Gómez Jordana, previo al reconocimiento oficial por parte de Francia del régimen franquista producido el 27 de febrero.
Bérard, senador por Basses-Pyrénées entre enero de 1927 y diciembre de 1944, fue uno de los parlamentarios que votó a favor de otorgar plenos poderes constitucionales a Philippe Pétain el 10 de julio de 1940.
Falleció el 25 de febrero de 1960 en París.